# Carol (película)
Carol es una película de drama romántico británico-estadounidense estrenada en noviembre de 2015, dirigida por Todd Haynes y protagonizada por Cate Blanchett, Rooney Mara, Sarah Paulson y Kyle Chandler. El guion fue escrito por Phyllis Nagy, a partir de la novela de Patricia Highsmith titulada Carol (The Price of Salt).
El rodaje comenzó el 12 de marzo de 2014, en Cincinnati, Ohio, Estados Unidos, y continuó hasta el 25 de abril de 2014, después de usar diferentes lugares alrededor de la ciudad, como el centro de Cincinnati, Hyde Park, Wyoming, Lebanon, Hamilton y Over-the-Rhine.[cita requerida] Está ambientada en la ciudad de Nueva York, en 1952, y se estrenó mundialmente en el Festival de Cine de Cannes de 2015, donde recibió críticas excelentes, y en el que Rooney Mara obtuvo el premio a la mejor actriz.
La película fue candidata a seis estatuillas en los Premios Óscar: mejor actriz (Cate Blanchett), mejor actriz de reparto (Rooney Mara), mejor fotografía (Edward Lachman), mejor guion adaptado (Phyllis Nagy), mejor música original (Carter Burwell) y mejor diseño de vestuario (Sandy Powell).

## Argumento
Therese Belivet (Rooney Mara) es una veinteañera aspirante a fotógrafa que trabaja como empleada en una tienda departamental en Manhattan. Sueña con una vida mejor cuando conoce a Carol Aird (Cate Blanchett), una mujer seductora atrapada en un convencional matrimonio sin amor.

## Reparto
- Cate Blanchett como Carol Aird.
- Rooney Mara como Therese Belivet.
- Sarah Paulson como Abby Gerhard.
- Kyle Chandler como Harge Aird.
- Cory Michael Smith como Tommy.[4]
- John Magaro como Dannie.[5]
- Carrie Brownstein como Genevieve Cantrell.[6]
- Jake Lacy como Richard.

## Producción
El 23 de mayo de 2013 se anunció que se llevaría a la pantalla grande la adaptación del libro Carol, de Patricia Highsmith, bajo la dirección de Todd Haynes y con las interpretaciones de Cate Blanchett y Rooney Mara, y que ya se encontraba en desarrollo. La película sería producida por Elizabeth Karlsen y Stephen Woolles, de Number 9Films, y distribuida en Estados Unidos por The Weinstein Company. El 31 de agosto del 2013 se anunció que Wasikowska sería reemplazada por Rooney Mara.
El 20 de enero del 2014, se anunció que Carter Burwell estaría a cargo de la música de la película. El 4 de febrero, Cory Michael Smith se unió al reparto de la película, en el papel de Tommy, un encantador hombre de negocios que conoce a los personajes de Blanchett y Mara durante su viaje. Edward Lachman sería el director de fotografía. El 8 de abril, se unió al reparto John Magaro, en el papel de un escritor con espíritu artístico que trabaja en el New York Times. El 9 de abril de 2014, Carrie Brownstein se unió al reparto para interpretar a Genevive Cantrell, una mujer que tiene un encuentro con Therese. A inicios de 2015, Brownstein habló a Paste Magazine para decir que la mayoría de sus escenas se cortaron, debido a la duración de la película.

### Rodaje
En diciembre de 2013, se anunció que Carol se rodaría en Cincinnati, Ohio; las oficinas de producción se abrieron a principios de enero de 2014, con el set de filmación listo a mediados de marzo a mayo. El rodaje de siete semanas de la película comenzó el 12 de marzo de 2014 en Eden Parkin, Cincinnati. Blanchett fue vista durante las escenas de filmación en el set de rodaje. La noche del 25 de marzo de 2014, Blachett y la producción estaban en el suburbio de Cincinnati llamado Wyoming en el rodaje de una escena en la casa ubicada en el número 32 de la calle Fleming. El 31 de marzo de 2014, el reparto filmó algunas escenas en Lebanon, Ohio; Blanchett también estaba en el lugar solo para una sesión del día, así que al día siguiente volvieron a Cincinnati a filmar el resto de la película. El 14 de abril de 2014, algunas escenas de Cate Blanchett y Rooney Mara se rodaron en Kostas, restaurante del centro de Hamilton, Ohio. El 25 de abril, el rodaje de la película de acuerdo con noticias se rodó en lugares como el centro de Cincinnati, Hyde Park, Over-the-Rhine, entre otros restaurantes y hoteles.

## Estreno

### Mercadotecnia

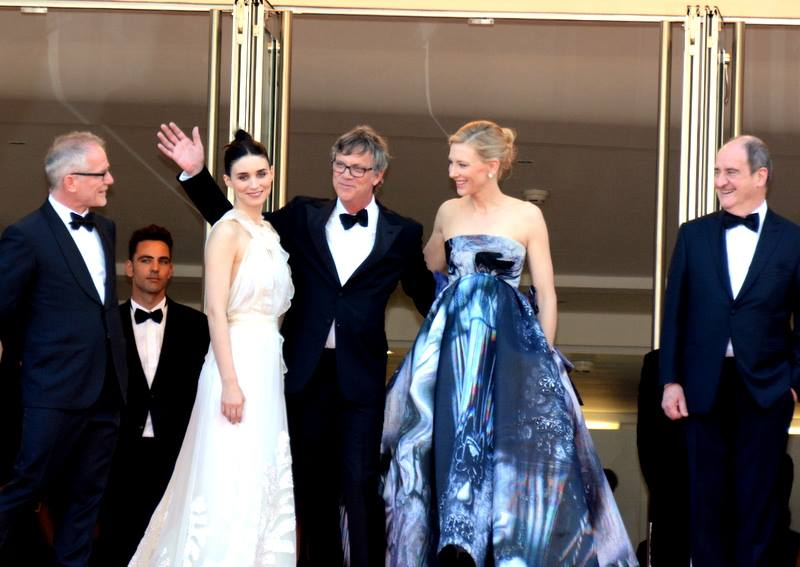
Rooney Mara, Todd Haynes y Cate Blanchett en el Festival de Cine de Cannes de 2015.

La primera imagen oficial de Carol fue lanzada por Film4, y apareció en el London Evening Standard el 16 de mayo de 2014, acompañada de un artículo sobre los 11 años de la escritura del guion adaptado de Patricia Highsmith. A pesar de ello, los productores decidieron retener la película hasta el año 2015 con el fin de que se estrenara en un festival de cine. Una segunda imagen de la película se estrenó el 5 de enero de 2015.

## Recepción
La película tiene en su mayoría críticas positivas por parte de la prensa y algunos críticos de cine. En el sitio web especializado Rotten Tomatoes la película tiene 94%, basado en 236 críticas con una media de 8.6/10. Mientras tanto, en el sitio web Metacritic la película posee 95%, basado en 44 reseñas, donde la mayor parte de las críticas son positivas.
También hubo lugar a la polémica: académicos y críticos lamentaron la obtención de sólo ocho nominaciones a los premios Óscar, algunos de ellos entendiendo que, a pesar de las circunstancias, la temática de la película, la cual se desenvuelve en un romance homosexual, pudo influir en las decisiones de la Academia. 
El crítico de cine de Fotogramas, Philipp Engel, quedó «noqueado», según sus palabras, cuando vio Carol en su estreno en Cannes; y lamentó entonces que no se llevase la Palma de Oro, además de comentar que la escasa aceptación en los Óscar le parece «un despropósito».
Para Violeta Kovacsics, colaboradora del Cultura/s de La Vanguardia, entre otros medios, Carol es «la mejor película del año, porque consigue explicar el deseo a través de las miradas y no solo retrata una historia de amor entre mujeres sino que describe una época. Es una película sobre la libertad en una sociedad opresora y la forma es también muy libre, muy transgresora».

## Premios y nominaciones
| Premio                                           | Categoría                                                         | Receptores y nominados                         | Resultado  | Ref.          |
| ------------------------------------------------ | ----------------------------------------------------------------- | ---------------------------------------------- | ---------- | ------------- |
| Festival de Cannes                               | Palma de Oro                                                      | Carol                                          | Nominada   | [ 9 ]         |
| Festival de Cannes                               | Mejor actriz                                                      | Rooney Mara (compartida con Emmanuelle Bercot) | Ganadora   | [ 9 ]         |
| Festival de Cannes                               | Palma Queer                                                       | Carol                                          | Ganadora   | [ 9 ]         |
| Premios Óscar                                    | Mejor actriz                                                      | Cate Blanchett                                 | Nominada   | [ 3 ]         |
| Premios Óscar                                    | Mejor actriz de reparto                                           | Rooney Mara                                    | Nominada   | [ 3 ]         |
| Premios Óscar                                    | Mejor fotografía                                                  | Edward Lachman                                 | Nominado   | [ 3 ]         |
| Premios Óscar                                    | Mejor guion adaptado                                              | Phyllis Nagy                                   | Nominado   | [ 3 ]         |
| Premios Óscar                                    | Mejor música original                                             | Carter Burwell                                 | Nominada   | [ 3 ]         |
| Premios Óscar                                    | Mejor vestuario                                                   | Sandy Powell                                   | Nominada   | [ 3 ]         |
| Premios Gotham                                   | Mejor película                                                    | Carol                                          | Nominada   | [ 10 ]        |
| Premios Gotham                                   | Mejor actriz                                                      | Cate Blanchett                                 | Nominada   | [ 10 ]        |
| Premios Gotham                                   | Mejor guion                                                       | Phyllis Nagy                                   | Nominado   | [ 10 ]        |
| Premios BAFTA                                    | Mejor película                                                    | Carol                                          | Nominada   | [ 11 ]        |
| Premios BAFTA                                    | Mejor director                                                    | Todd Haynes                                    | Nominado   | [ 11 ]        |
| Premios BAFTA                                    | Mejor actriz                                                      | Cate Blanchett                                 | Nominada   | [ 11 ]        |
| Premios BAFTA                                    | Mejor actriz de reparto                                           | Rooney Mara                                    | Nominada   | [ 11 ]        |
| Premios BAFTA                                    | Mejor guion adaptado                                              | Phyllis Nagy                                   | Nominada   | [ 11 ]        |
| Premios BAFTA                                    | Mejor fotografía                                                  | Edward Lachman                                 | Nominado   | [ 11 ]        |
| Premios BAFTA                                    | Mejor vestuario                                                   | Sandy Powell                                   | Nominada   | [ 11 ]        |
| Premios BAFTA                                    | Mejor diseño de producción                                        | Judy Becker & Heather Loeffler                 | Nominadas  | [ 11 ]        |
| Premios BAFTA                                    | Mejor maquillaje y peluquería                                     | Jerry DeCarlo & Patricia Regan                 | Nominados  | [ 11 ]        |
| Premios Independent Spirit                       | Mejor película                                                    | Carol                                          | Nominado   | [ 12 ]        |
| Premios Independent Spirit                       | Mejor director                                                    | Todd Haynes                                    | Nominado   | [ 12 ]        |
| Premios Independent Spirit                       | Mejor actriz                                                      | Cate Blanchett                                 | Nominada   | [ 12 ]        |
| Premios Independent Spirit                       | Mejor actriz de reparto                                           | Rooney Mara                                    | Nominada   | [ 12 ]        |
| Premios Independent Spirit                       | Mejor guion                                                       | Phyllis Nagy                                   | Nominada   | [ 12 ]        |
| Premios Independent Spirit                       | Mejor fotografía                                                  | Edward Lachman                                 | Ganador    | [ 12 ]        |
| Círculo de Críticos de Nueva York                | Mejor película                                                    | Carol                                          | Ganadora   | [ 13 ]        |
| Círculo de Críticos de Nueva York                | Mejor director                                                    | Todd Haynes                                    | Ganador    | [ 13 ]        |
| Círculo de Críticos de Nueva York                | Mejor guion                                                       | Phyllis Nagy                                   | Ganador    | [ 13 ]        |
| Círculo de Críticos de Nueva York                | Mejor fotografía                                                  | Edward Lachman                                 | Ganador    | [ 13 ]        |
| Premios Satellite                                | Mejor película                                                    | Carol                                          | Nominada   | [ 14 ]        |
| Premios Satellite                                | Mejor actriz                                                      | Cate Blanchett                                 | Nominada   | [ 14 ]        |
| Premios Satellite                                | Mejor actriz de reparto                                           | Rooney Mara                                    | Nominada   | [ 14 ]        |
| Premios Satellite                                | Mejor música original                                             | Carter Burwell                                 | Ganador    | [ 14 ]        |
| Premios Satellite                                | Mejor montaje                                                     | Affonso Goncalves                              | Nominado   | [ 14 ]        |
| Crítica de Washington D. C.                      | Mejor director                                                    | Todd Haynes                                    | Nominado   | [ 15 ]        |
| Crítica de Washington D. C.                      | Mejor actriz                                                      | Cate Blanchett                                 | Nominada   | [ 15 ]        |
| Crítica de Washington D. C.                      | Mejor actriz de reparto                                           | Rooney Mara                                    | Nominada   | [ 15 ]        |
| Crítica de Washington D. C.                      | Mejor guion adaptado                                              | Phyllis Nagy                                   | Nominado   | [ 15 ]        |
| Crítica de Washington D. C.                      | Mejor diseño de producción                                        | Judy Becker y Heather Loeffler                 | Nominados  | [ 15 ]        |
| Crítica de Washington D. C.                      | Mejor fotografía                                                  | Edward Lachman                                 | Nominado   | [ 15 ]        |
| Crítica de Washington D. C.                      | Mejor banda sonora                                                | Carter Burwell                                 | Nominado   | [ 15 ]        |
| Asociación de Críticos Afroamericanos            | Top 10                                                            | Carol                                          | 8.º lugar  | [ 16 ]        |
| Online Films Critics Society                     | Mejor película                                                    | Carol                                          | Nominada   | [ 17 ]        |
| Online Films Critics Society                     | Mejor director                                                    | Todd Haynes                                    | Nominado   | [ 17 ]        |
| Online Films Critics Society                     | Mejor actriz                                                      | Cate Blanchett                                 | Ganadora   | [ 17 ]        |
| Online Films Critics Society                     | Mejor actriz de reparto                                           | Rooney Mara                                    | Ganadora   | [ 17 ]        |
| Online Films Critics Society                     | Mejor guion adaptado                                              | Phyllis Nagy                                   | Ganador    | [ 17 ]        |
| Online Films Critics Society                     | Mejor fotografía                                                  | Edward Lachman                                 | Nominado   | [ 17 ]        |
| Premios del Cine Independiente Británico         | Mejor película extranjera                                         | Carol                                          | Nominada   | [ 18 ]        |
| Crítica Online de Nueva York                     | Mejor actriz de reparto                                           | Rooney Mara                                    | Ganadora   | [ 19 ]        |
| Crítica Online de Nueva York                     | Top 10                                                            | Carol                                          | Ganadora   | [ 19 ]        |
| Crítica de Los Ángeles                           | Mejor director                                                    | Todd Haynes                                    | Finalista  | [ 20 ]        |
| Crítica de Los Ángeles                           | Mejor fotografía                                                  | Edward Lachman                                 | Finalista  | [ 20 ]        |
| Crítica de Los Ángeles                           | Mejor música                                                      | Carter Burwell                                 | Ganador    | [ 20 ]        |
| Crítica de Los Ángeles                           | Mejor diseño de producción                                        | Judy Becker y Heather Loeffler                 | Finalistas | [ 20 ]        |
| Crítica de Boston                                | Mejor director                                                    | Todd Haynes                                    | Ganador    | [ 21 ]        |
| Crítica de Boston                                | Mejor guion                                                       | Phyllis Nagy                                   | Finalista  | [ 21 ]        |
| Crítica de Boston                                | Mejor fotografía                                                  | Edward Lachman                                 | Ganador    | [ 21 ]        |
| Crítica Online de Boston                         | Top 10                                                            | Carol                                          | Ganadora   | [ 22 ]        |
| Premios del Sindicato de Actores                 | Mejor actriz                                                      | Cate Blanchett                                 | Nominada   | [ 23 ]        |
| Premios del Sindicato de Actores                 | Mejor actriz de reparto                                           | Rooney Mara                                    | Nominada   | [ 23 ]        |
| Globos de Oro                                    | Mejor película - Drama                                            | Carol                                          | Nominada   | [ 24 ]        |
| Globos de Oro                                    | Mejor director                                                    | Todd Haynes                                    | Nominado   | [ 24 ]        |
| Globos de Oro                                    | Mejor actriz - Drama                                              | Cate Blanchett                                 | Nominada   | [ 24 ]        |
| Globos de Oro                                    | Mejor actriz - Drama                                              | Rooney Mara                                    | Nominada   | [ 24 ]        |
| Globos de Oro                                    | Mejor banda sonora                                                | Carter Burwell                                 | Nominado   | [ 24 ]        |
| Crítica de Detroit                               | Mejor actriz                                                      | Cate Blanchett                                 | Nominada   | [ 25 ]        |
| Crítica de San Francisco                         | Mejor película                                                    | Carol                                          | Nominada   | [ 26 ]        |
| Crítica de San Francisco                         | Mejor director                                                    | Todd Haynes                                    | Nominado   | [ 26 ]        |
| Crítica de San Francisco                         | Mejor actriz                                                      | Cate Blanchett                                 | Nominada   | [ 26 ]        |
| Crítica de San Francisco                         | Mejor actriz                                                      | Rooney Mara                                    | Nominada   | [ 26 ]        |
| Crítica de San Francisco                         | Mejor guion adaptado                                              | Phyllis Nagy                                   | Nominado   | [ 26 ]        |
| Crítica de San Francisco                         | Mejor fotografía                                                  | Edward Lachmann                                | Nominado   | [ 26 ]        |
| Crítica de San Francisco                         | Mejor diseño de producción                                        | Judy Becker y Heather Loeffler                 | Ganadores  | [ 26 ]        |
| Círculo de Críticos de Phoenix                   | Mejor actriz                                                      | Cate Blanchett                                 | Nominada   | [ 27 ]        |
| Crítica de Toronto                               | Mejor película                                                    | Carol                                          | Ganadora   | [ 28 ]        |
| Crítica de Toronto                               | Mejor director                                                    | Todd Haynes                                    | Ganador    | [ 28 ]        |
| Crítica de Houston                               | Mejor actriz                                                      | Cate Blanchett                                 | Nominada   | [ 29 ]        |
| Crítica de Houston                               | Mejor actriz de reparto                                           | Rooney Mara                                    | Ganadora   | [ 29 ]        |
| Crítica de Houston                               | Mejor póster                                                      | Theatrical Poster                              | Nominado   | [ 29 ]        |
| Crítica de St. Louis                             | Mejor director                                                    | Todd Haynes                                    | Nominado   | [ 30 ]        |
| Crítica de St. Louis                             | Mejor actriz                                                      | Cate Blanchett                                 | Nominada   | [ 30 ]        |
| Crítica de St. Louis                             | Mejor actriz de reparto                                           | Rooney Mara                                    | Nominada   | [ 30 ]        |
| Crítica de St. Louis                             | Mejor fotografía                                                  | Edward Lachman                                 | Nominado   | [ 30 ]        |
| Crítica de St. Louis                             | Mejor diseño de producción                                        | Judy Becker                                    | Nominada   | [ 30 ]        |
| Crítica de St. Louis                             | Mejor música original                                             | Carter Burwell                                 | Nominado   | [ 30 ]        |
| Crítica de Indiana                               | Mejor película                                                    | Carol                                          | Finalista  | [ 31 ]        |
| Premios de la Crítica Cinematográfica            | Mejor película                                                    | Carol                                          | Nominada   | [ 32 ]        |
| Premios de la Crítica Cinematográfica            | Mejor director                                                    | Todd Haynes                                    | Nominada   | [ 32 ]        |
| Premios de la Crítica Cinematográfica            | Mejor actriz                                                      | Cate Blanchett                                 | Nominada   | [ 32 ]        |
| Premios de la Crítica Cinematográfica            | Mejor actriz de reparto                                           | Rooney Mara                                    | Nominada   | [ 32 ]        |
| Premios de la Crítica Cinematográfica            | Mejor fotografía                                                  | Edward Lachman                                 | Nominado   | [ 32 ]        |
| Premios de la Crítica Cinematográfica            | Mejor dirección artística                                         | Judy Becker & Heather Loeffler                 | Nominada   | [ 32 ]        |
| Premios de la Crítica Cinematográfica            | Mejor vestuario                                                   | Sandy Powell                                   | Nominada   | [ 32 ]        |
| Premios de la Crítica Cinematográfica            | Mejor maquillaje                                                  | Jodi Byrne                                     | Nominada   | [ 32 ]        |
| Premios de la Crítica Cinematográfica            | Mejor banda sonora                                                | Carter Burwell                                 | Nominada   | [ 32 ]        |
| Crítica de Chicago                               | Mejor película                                                    | Carol                                          | Nominada   | [ 33 ] [ 34 ] |
| Crítica de Chicago                               | Mejor director                                                    | Todd Haynes                                    | Nominado   | [ 33 ] [ 34 ] |
| Crítica de Chicago                               | Mejor actriz                                                      | Cate Blanchett                                 | Nominada   | [ 33 ] [ 34 ] |
| Crítica de Chicago                               | Mejor fotografía                                                  | Edward Lachman                                 | Nominado   | [ 33 ] [ 34 ] |
| Crítica de Chicago                               | Mejor diseño de producción                                        | Judy Becker & Heather Loeffler                 | Nominadas  | [ 33 ] [ 34 ] |
| Crítica de Chicago                               | Mejor música original                                             | Carter Burwell                                 | Nominado   | [ 33 ] [ 34 ] |
| Crítica del Sudeste                              | Mejor película                                                    | Carol                                          | 5° lugar   | [ 35 ]        |
| Crítica de Dallas-Fort Worth                     | Mejor actriz                                                      | Rooney Mara                                    | Ganadora   | [ 36 ]        |
| Sociedad de Críticos de Phoenix                  | Mejor actriz                                                      | Cate Blanchett                                 | Nominada   | [ 37 ] [ 38 ] |
| Crítica de Las Vegas                             | Mejor actriz                                                      | Cate Blanchett                                 | Nominada   | [ 39 ] [ 40 ] |
| Crítica de Las Vegas                             | Mejor vestuario                                                   | Sandy Powell                                   | Nominada   | [ 39 ] [ 40 ] |
| Indiewire                                        | Mejor película                                                    | Carol                                          | Finalista  | [ 41 ]        |
| Indiewire                                        | Mejor director                                                    | Todd Haynes                                    | Finalista  | [ 41 ]        |
| Indiewire                                        | Mejor guion                                                       | Phyllis Nagy                                   | Finalista  | [ 41 ]        |
| Indiewire                                        | Mejor banda sonora                                                | Carter Burwell                                 | Ganador    | [ 41 ]        |
| Indiewire                                        | Mejor fotografía                                                  | Edward Lachman                                 | Finalista  | [ 41 ]        |
| Indiewire                                        | Mejor montaje                                                     | Affonso Goncalves                              | Finalista  | [ 41 ]        |
| Crítica de Vancouver                             | Mejor actriz internacional                                        | Cate Blanchett                                 | Nominada   | [ 42 ] [ 43 ] |
| Crítica de Vancouver                             | Mejor director internacional                                      | Todd Haynes                                    | Nominado   | [ 42 ] [ 43 ] |
| Crítica de Londres                               | Mejor película                                                    | Carol                                          | Nominada   | [ 44 ]        |
| Crítica de Londres                               | Mejor director                                                    | Todd Haynes                                    | Nominado   | [ 44 ]        |
| Crítica de Londres                               | Mejor actriz                                                      | Cate Blanchett                                 | Nominada   | [ 44 ]        |
| Crítica de Londres                               | Mejor actriz                                                      | Rooney Mara                                    | Nominada   | [ 44 ]        |
| Crítica de Londres                               | Mejor guion                                                       | Phyllis Nagy                                   | Nominada   | [ 44 ]        |
| Crítica de Londres                               | Mejor logro técnico                                               | Carter Burwell - Música                        | Nominado   | [ 44 ]        |
| Crítica de Londres                               | Mejor logro técnico                                               | Edward Lachman - Fotografía                    | Ganador    | [ 44 ]        |
| American Film Institute Awards                   | Top 10 del año                                                    | Carol                                          | Ganadora   | [ 45 ]        |
| Crítica de Austin                                | Mejor película                                                    | Carol                                          | Nominada   | [ 46 ] [ 47 ] |
| Crítica de Austin                                | Mejor director                                                    | Todd Haynes                                    | Nominado   | [ 46 ] [ 47 ] |
| Crítica de Austin                                | Mejor actriz                                                      | Cate Blanchett                                 | Nominado   | [ 46 ] [ 47 ] |
| Crítica de Austin                                | Mejor actriz                                                      | Rooney Mara                                    | Nominada   | [ 46 ] [ 47 ] |
| Crítica de Austin                                | Mejor guion adaptado                                              | Phyllis Nagy                                   | Nominado   | [ 46 ] [ 47 ] |
| Crítica de Austin                                | Mejor fotografía                                                  | Edward Lachman                                 | Ganador    | [ 46 ] [ 47 ] |
| Crítica de Austin                                | Mejor banda sonora                                                | Carter Burwell                                 | Nominado   | [ 46 ] [ 47 ] |
| Crítica de Austin                                | Top 10 del año                                                    | Carol                                          | 3° lugar   | [ 46 ] [ 47 ] |
| Crítica de Kansas                                | Mejor actriz                                                      | Cate Blanchett                                 | Nominada   | [ 48 ] [ 49 ] |
| Crítica de Kansas                                | Mejor actriz de reparto                                           | Rooney Mara                                    | Nominada   | [ 48 ] [ 49 ] |
| Crítica de Kansas                                | Mejor guion adaptado                                              | Phyllis Nagy                                   | Nominado   | [ 48 ] [ 49 ] |
| Crítica de Florida                               | Mejor película                                                    | Carol                                          | Nominada   | [ 50 ] [ 51 ] |
| Crítica de Florida                               | Mejor director                                                    | Todd Haynes                                    | Nominado   | [ 50 ] [ 51 ] |
| Crítica de Florida                               | Mejor actriz                                                      | Cate Blanchett                                 | Nominada   | [ 50 ] [ 51 ] |
| Crítica de Florida                               | Mejor actriz de reparto                                           | Rooney Mara                                    | Nominada   | [ 50 ] [ 51 ] |
| Crítica de Florida                               | Mejor guion adaptado                                              | Phyllis Nagy                                   | Nominada   | [ 50 ] [ 51 ] |
| Crítica de Florida                               | Mejor fotografía                                                  | Edward Lachman                                 | Nominado   | [ 50 ] [ 51 ] |
| Crítica de Florida                               | Mejor dirección de arte                                           | Judy Becker & Heather Loeffler                 | Ganadoras  | [ 50 ] [ 51 ] |
| Crítica de Florida                               | Mejor banda sonora                                                | Carter Burwell                                 | Nominado   | [ 50 ] [ 51 ] |
| Women Film Critics Circle                        | Mejor guionista femenina                                          | Phyllis Nagy                                   | Ganadora   | [ 52 ]        |
| Asociación de Críticos de Carolina del Norte     | Mejor película                                                    | Carol                                          | Nominada   | [ 53 ] [ 54 ] |
| Asociación de Críticos de Carolina del Norte     | Mejor director                                                    | Todd Haynes                                    | Nominado   | [ 53 ] [ 54 ] |
| Asociación de Críticos de Carolina del Norte     | Mejor actriz                                                      | Cate Blanchett                                 | Nominada   | [ 53 ] [ 54 ] |
| Asociación de Críticos de Carolina del Norte     | Mejor actriz de reparto                                           | Rooney Mara                                    | Nominada   | [ 53 ] [ 54 ] |
| Asociación de Críticos de Carolina del Norte     | Mejor guion adaptado                                              | Phyllis Nagy                                   | Nominada   | [ 53 ] [ 54 ] |
| Alianza de Mujeres Periodistas de Cine           | Mejor película                                                    | Carol                                          | Nominada   | [ 55 ] [ 56 ] |
| Alianza de Mujeres Periodistas de Cine           | Mejor director                                                    | Todd Haynes                                    | Nominado   | [ 55 ] [ 56 ] |
| Alianza de Mujeres Periodistas de Cine           | Mejor guion adaptado                                              | Phyllis Nagy                                   | Ganadora   | [ 55 ] [ 56 ] |
| Alianza de Mujeres Periodistas de Cine           | Mejor actriz                                                      | Cate Blanchett                                 | Nominada   | [ 55 ] [ 56 ] |
| Alianza de Mujeres Periodistas de Cine           | Mejor actriz de reparto                                           | Rooney Mara                                    | Nominada   | [ 55 ] [ 56 ] |
| Alianza de Mujeres Periodistas de Cine           | Mejor fotografía                                                  | Edward Lachman                                 | Ganador    | [ 55 ] [ 56 ] |
| Alianza de Mujeres Periodistas de Cine           | Mejor música                                                      | Carter Burwell                                 | Nominado   | [ 55 ] [ 56 ] |
| Alianza de Mujeres Periodistas de Cine           | Mejor guionista femenina                                          | Phyllis Nagy                                   | Nominada   | [ 55 ] [ 56 ] |
| Alianza de Mujeres Periodistas de Cine           | Mejor representación de la desnudez, la sexualidad o la seducción | Carol                                          | Ganadora   | [ 55 ] [ 56 ] |
| Festival de Capri-Hollywood                      | Mejor guion adaptado                                              | Phyllis Nagy                                   | Ganadora   | [ 57 ]        |
| Festival de Capri-Hollywood                      | Mejor diseño de producción                                        | Judy Becker & Heather Loeffler                 | Ganadoras  | [ 57 ]        |
| Asociación de críticos de Ohio Central           | Mejor director                                                    | Todd Haynes                                    | Nominado   | [ 58 ] [ 59 ] |
| Asociación de críticos de Ohio Central           | Mejor actriz                                                      | Cate Blanchett                                 | Nominada   | [ 58 ] [ 59 ] |
| Asociación de críticos de Ohio Central           | Mejor actriz de reparto                                           | Rooney Mara                                    | Nominada   | [ 58 ] [ 59 ] |
| Asociación de críticos de Ohio Central           | Mejor música original                                             | Carter Burwell                                 | Nominado   | [ 58 ] [ 59 ] |
| Asociación de críticos de Ohio Central           | Actor/Actriz del año                                              | Cate Blanchett                                 | Nominada   | [ 58 ] [ 59 ] |
| Sociedad Nacional de Críticos de Cine de EE. UU. | Mejor director                                                    | Todd Haynes                                    | Ganador    | [ 60 ]        |
| Sociedad Nacional de Críticos de Cine de EE. UU. | Mejor fotografía                                                  | Edward Lachman                                 | Ganador    | [ 60 ]        |
| Asociación de críticos de Georgia                | Mejor película                                                    | Carol                                          | Nominada   | [ 61 ] [ 62 ] |
| Asociación de críticos de Georgia                | Mejor actriz                                                      | Cate Blanchett                                 | Nominada   | [ 61 ] [ 62 ] |
| Asociación de críticos de Georgia                | Mejor fotografía                                                  | Edward Lachman                                 | Nominado   | [ 61 ] [ 62 ] |
| Asociación de críticos de Georgia                | Mejor diseño de producción                                        | Judy Becker, Jesse Rosenthal                   | Nominadas  | [ 61 ] [ 62 ] |
| Premios Artio (Casting Society of America)       | Drama independiente                                               | Laura Rosenthal, Maribeth Fox, Jodi Angstreich | Nominados  | [ 63 ]        |
| Crítica de Oklahoma                              | Top 10                                                            | Carol                                          | Ganadora   | [ 64 ]        |
| Crítica de Seattle                               | Mejor película                                                    | Carol                                          | Nominada   | [ 65 ] [ 66 ] |
| Crítica de Seattle                               | Mejor director                                                    | Todd Haynes                                    | Nominado   | [ 65 ] [ 66 ] |
| Crítica de Seattle                               | Mejor actriz                                                      | Cate Blanchett                                 | Nominada   | [ 65 ] [ 66 ] |
| Crítica de Seattle                               | Mejor actriz                                                      | Rooney Mara                                    | Nominada   | [ 65 ] [ 66 ] |
| Crítica de Seattle                               | Mejor guion adaptado                                              | Phyllis Nagy                                   | Ganadora   | [ 65 ] [ 66 ] |
| Crítica de Seattle                               | Mejor fotografía                                                  | Edward Lachman                                 | Nominado   | [ 65 ] [ 66 ] |
| Crítica de Seattle                               | Mejor diseño de producción                                        | Judy Becker, Heather Loeffler                  | Nominadas  | [ 65 ] [ 66 ] |
| Crítica de Seattle                               | Mejor vestuario                                                   | Sandy Powell                                   | Nominada   | [ 65 ] [ 66 ] |
| Crítica de Seattle                               | Mejor maquillaje                                                  | Patricia Regan, Jerry DeCarlo                  | Nominados  | [ 65 ] [ 66 ] |
| Crítica de Seattle                               | Mejor música                                                      | Carter Burwell                                 | Nominado   | [ 65 ] [ 66 ] |
| Crítica de Denver                                | Mejor actriz                                                      | Cate Blanchett                                 | Nominada   | [ 67 ] [ 68 ] |
| Gremio de Guionistas (WGA)                       | Mejor guion adaptado                                              | Phyllis Nagy                                   | Nominada   | [ 69 ]        |
| Gremio de directores de fotografía (ASC)         | Mejor fotografía                                                  | Edward Lachman                                 | Nominado   | [ 70 ]        |
| Gremio de diseñadores de vestuario (CDG)         | Mejor vestuario en una película de época                          | Sandy Powell                                   | Nominada   | [ 71 ]        |
| AACTA International Awards                       | Mejor película internacional                                      | Carol                                          | Nominada   | [ 72 ] [ 73 ] |
| AACTA International Awards                       | Mejor director internacional                                      | Todd Haynes                                    | Nominado   | [ 72 ] [ 73 ] |
| AACTA International Awards                       | Mejor actriz internacional                                        | Cate Blanchett                                 | Ganadora   | [ 72 ] [ 73 ] |
| AACTA International Awards                       | Mejor guion internacional                                         | Phyllis Nagy                                   | Nominada   | [ 72 ] [ 73 ] |
| AACTA International Awards                       | Mejor actriz de reparto                                           | Rooney Mara                                    | Ganadora   | [ 72 ] [ 73 ] |
| Crítica de Iowa                                  | Mejor actriz de reparto                                           | Rooney Mara                                    | Finalista  | [ 74 ]        |
| Premios Dorian (Asociación de Gays y Lesbianas)  | Mejor película                                                    | Carol                                          | Ganadora   | [ 75 ] [ 76 ] |
| Premios Dorian (Asociación de Gays y Lesbianas)  | Mejor actriz                                                      | Cate Blanchett                                 | Ganadora   | [ 75 ] [ 76 ] |
| Premios Dorian (Asociación de Gays y Lesbianas)  | Mejor actriz                                                      | Rooney Mara                                    | Nominada   | [ 75 ] [ 76 ] |
| Premios Dorian (Asociación de Gays y Lesbianas)  | Mejor director                                                    | Todd Haynes                                    | Ganador    | [ 75 ] [ 76 ] |
| Premios Dorian (Asociación de Gays y Lesbianas)  | Película LGBT                                                     | Carol                                          | Ganador    | [ 75 ] [ 76 ] |
| Premios Dorian (Asociación de Gays y Lesbianas)  | Mejor guion                                                       | Phyllis Nagy                                   | Ganadora   | [ 75 ] [ 76 ] |
| Premios Dorian (Asociación de Gays y Lesbianas)  | Película más impresionante visualmente                            | Carol                                          | Nominada   | [ 75 ] [ 76 ] |